# Jordánia címere

Jordánia címere

Jordánia címere Jordánia egyik nemzeti jelképe.

## Leírása
A címer egy fekete sas, amely egy kör alakú, bronzszínű pajzsot tart karmaiban. A pajzs mögött szablyák, íjak és nemzeti zászlók helyezkednek el. A jelképet vörös és fehér színű palást veszi körül, amelyet felül korona díszít. Alul aranyszínű szalagon az ország mottója olvasható arabul: „Abdullah bin Talal bin Aoun, a Jordán Hasemita Királyság uralkodója a Magasságoshoz könyörög segítségért és sikerért”. Az állami címer egyben az uralkodó jelképe is.